# حديه الراعي (الجميمة)

تعديل مصدري - تعديل

حديه الراعي هي إحدى قرى عزلة مسويا بمديرية الجميمة التابعة لمحافظة حجة، بلغ تعداد سكانها 224 نسمة حسب تعداد اليمن لعام 2004.